# Heisteria amphoricarpa
Heisteria amphoricarpa là một loài thực vật có hoa trong họ Olacaceae. Loài này được (Ducke) Sleumer mô tả khoa học đầu tiên năm 1984.